# Adrian Cojenelu
Adrian Cojenelu (* 5. September 1990) ist ein rumänischer Biathlet.
Adrian Cojenelu gab sein internationales Debüt im Rahmen des IBU-Cups 2008 in Obertilliach und wurde dort 83. im Sprint und im Einzel. In Canmore startete er 2009 bei den Junioren-Weltmeisterschaften und erreichte die Plätze 52 im Einzel, 44 im Sprint und 38 im Verfolgungsrennen. Mit der rumänischen Staffel erreichte er zudem Platz neun. Kurz darauf nahm er in Ufa auch an den Junioren-Wettbewerben der Biathlon-Europameisterschaften 2009 teil und lief auf die Ränge 35 im Einzel, 32 im Sprint, 20 in der Verfolgung und fünf mit der Staffel. Den ersten Einsatz bei einer internationalen Meisterschaft im Leistungsbereich hatte Cijenelu im Rahmen der Sommerbiathlon-Europameisterschaften 2009 in Nové Město na Moravě, wo er mit Doralina Runceanu, Diana Mihalache und Roland Gerbacea Achter im Mixed-Staffelrennen wurde. In Brusson nahm er zudem an der Militär-Skiweltmeisterschaft 2010 teil und erreichte den 55. Platz im Sprint.